# رامایانا

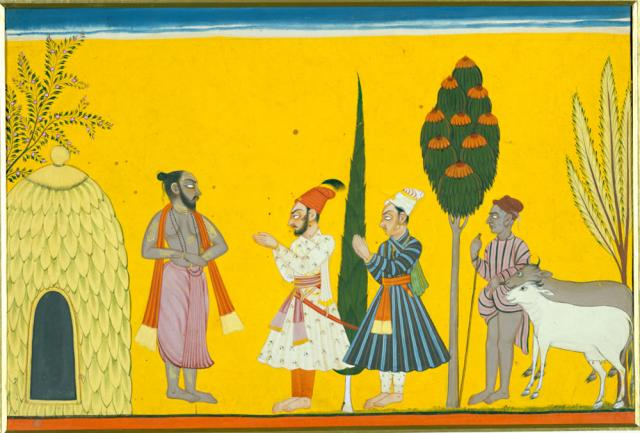
صحنه‌ای از رامایانا

رامایانا (سانسکریت: रामायणम्، آوانگاری: Rāmāyaṇam، ت. «سفر راما») حماسه باستانی هندوستان است که تقریباً در بین سال‌های ۴۰۰ پیش از میلاد تا ۲۰۰ پس از میلاد نگاشته شده‌است. رامایانا که در کنار مهاباراتا، دو منظومهٔ بزرگ حماسی هند را به وجود می‌آورد، رکن مهمی در ادبیات حماسی هند به‌شمار می‌رود. برخلاف مهاباراتا، رامایانا تنها به داستان‌های رزمی نمی‌پردازد بلکه در میان داستان‌ها، به آموزه‌های دانشمندان و حکیمان هندی و دیدگاه‌های فلسفی و دینی می‌پردازد. نظم رامایانا را به والمیکی نسبت داده‌اند که در حدود سده سوم پیش از میلاد مسیح می‌زیسته و گفته شده که سرودن شعر را بی هیچ پیش زمینه، و به صورتی شهودی و خودجوش آغاز کرده؛ و تلسی داس، شاعر نامدار و صاحب سبک هندی که در حدود سال‌های ۱۵۳۲ تا ۱۶۲۳ میلادی می‌زیسته نیز این منظومه را از زبان فارسی به نظم هندی مردمی درآورده‌است.
مهمترین شخصیت‌های این حماسه عبارتند از: راما، سیتا، هانومان، لاکشمانا و بهاراتا. رامایانا که از حیث اهمیت احترام و ارزش همپایه مهاباراتا است حاوی ۹۶٬۰۰۰ بیت (شلوکا) می‌باشد و از مهاباراتا به مراتب کوتاه‌تر است. رامایانا از دو واژه رام و اینه ترکیب یافته که روی هم به معنای سفر راما است اما به‌طور مجازی، سرگذشت رام و آنچه از رخدادها بر سر او آمده را شامل می‌شود و دربارهٔ زندگی رام و همسرش یبتا است.

## درون‌مایه
داستان اصلی متعلق به راما، هفتمین تجسم ویشنو، و پسر دشرت پادشاه ایودهیا در هند شمالی است و او در سراسر داستان به عنوان رب‌النوع یاد شده و کارهای دلیرانه و قهرمانانه وی مورد ستایش پیروان دین هندو قرار گرفته‌است.
در رامایانا اطاعت از بزرگان، زندگی کمال مطلوب خانوادگی و پیوندهای خوب خانوادگی درس داده شده‌است. سیتا، نشانهٔ عصمت و عشق به همسر، یکی از قطب‌های قوی این داستان است که همراه با قطب دیگر آن یعنی شوهر و شجاعت و شیدایی او نسبت به وی، منظومهٔ رامایانا را شکل می‌بخشد. این دو همسر که نماد دو انسان برگزیده و کاملند، به مثابهٔ دو رب‌النوع، نزد هندیان مورد ستایش هستند و افسانهٔ عشق و ایثارشان، خاستگاه پیدایش بسیاری باورها و آفرینش‌های هنری بوده‌است. وفاداری لاکشمان نسبت به راما نیز به عنوان فضیلتی اخلاقی مورد احترام و ستایش اهل هند است.

## بخش‌ها
این منظومه، بر هفت «کاند» یا «بخش» یا نظایر آن تقسیم شده که هر یک، یکی از رویدادهای مهم داستان را در بر می‌گیرد و آن هفت، عبارتند از:
۱-بال کاند (بخش کودکی رام).
۲-اجودهیا کاندیا (ایودهیا کاند) (بخش تبعید رام).
۳-بن کاند یا ون کاند (بخش زندگی رام در جنگل).
۴-کسکندها کاند (بخش توقف رام در کسکندها).
۵-سندر کاند (بخش رفتن هنومان به لنکا و آتش زدن).
۶-لنکا کاند (بخش جنگ و نبرد).
۷-اوتر کاند (بخش پایانی زندگی رام و تبعید سیتا و…).
به باور برخی از پژوهندگان، گفتار یکم و هفتم، جزو منظومهٔ اصلی نبوده و بعدها به آن پیوست گردیده‌است.

## خلاصه داستان

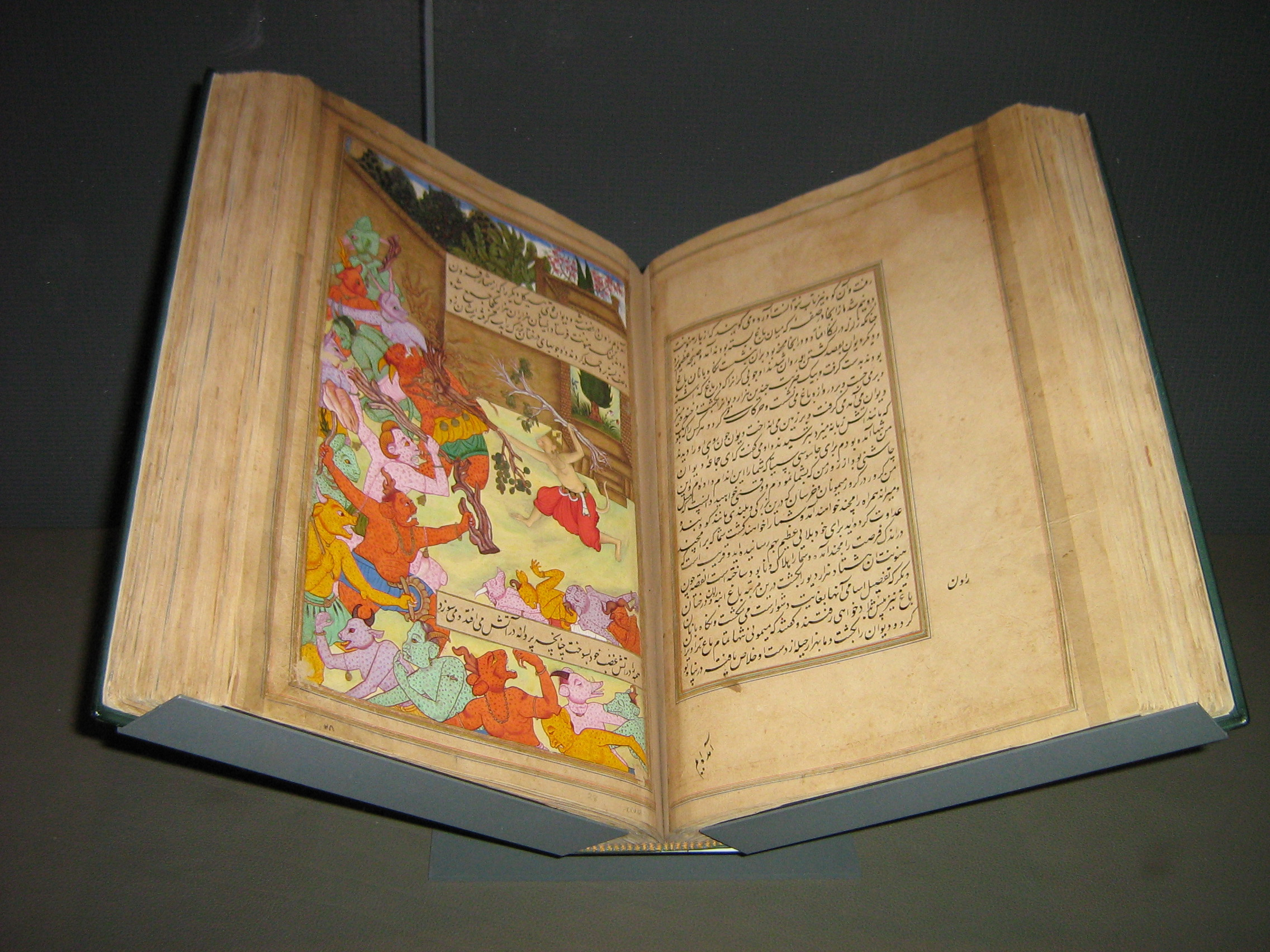
نسخه‌ای فارسی از کتاب رامایانا که در زمان امپراتوری گورکانی خلق شده‌است.

یکی از پادشاهان خداترس، بر اثر فریب یکی از پادشاهانی که او از سلطنت خلع کرده بود، مورد نفرین برهمنان قرار گرفت و به خاطر همین در زندگی بعدی به صورت عفریتی آدمخوار به نام «راوانا» به جهان بازگشت. راوانا به سبب عبادت‌های زیاد مورد لطف خدایان قرار گرفت و از آن‌ها خواست که او را در برابر همه چیز بی مرگ کنند (حتی در برابر یاما ایزد مرگ) مگر انسان‌ها و میمون‌ها که چون خوراک او بودند، از آن‌ها بیمی نداشت. خدایان این عطیه را به او دادند و او بیدادهای خود را شروع کرد و حتی ایزدان را نیز به وحشت انداخت. خدایان از بیداد عفریت راوانا به برهما شکایت بردند. برهما خداوند را خواند و از او یاری طلبید. خداوند در قالب ایزد ویشنو، وعده داد که بر زمین تجلی (آواتار) کند و به شکل «رام» درآمده، راوانا را بکشد. پس در مراسم قربانی که یکی از راجه‌ها ترتیب داده بود، از میان آتش پدیدار شد و شیربرنجی به راجه داد تا به همسرش بدهد و از آن شیربرنج، همسر راجه باردار شده، رام متولد شد.
از سوی دیگر، راوانای عفریت از همه مردم باج و خراج می‌گرفت. روزی سراغ عابدی رفت، عابد گفت: من مالی ندارم، خونم را بگیر! راوانا خون را گرفت و در خمره‌ای کرد. مدتی بعد از خمره صدای آدمیزاد آمد. درونش را نگاه کردند و دختری در نهایت زیبایی دیدند. راوانا خواست دختر را تصرف کند، اما پیشگویان گفتند: این دختر برای راوانا بدشگونی می‌آورد. پس او را در کنده چوبی مهر و موم کردند و به دریا انداختند. از قضا، کنده چوب به ساحل گنگ افتاد و راجه‌ای آن را برگرفت و بزرگ کرد. آوازه زیبایی دختر در جهان افتاد و راوانا که نمی‌دانست این همان دختر است، به همراه رام به خواستگاری دختر شتافتند. شرط پدر آن بود که خواستگار باید بتواند کمان ایزد نابودی (شیوا) را بشکند. راوانا با هیئت مهیبش برخاست و پیش رفت، ولی نتوانست کمان را بشکند. رام با هیئت نحیفش به حرکتی کمان را شکست و از شکستن کمان، صدایی مانند رعد در آسمان و زمین افتاد. سیتا به رام رسید و راوانا از خشم برافروخت.
چون راجه پدر رام خواست سلطنت هند را به او بدهد، نامادری او حسادت کرده، راجه را واداشت که سلطنت را به پسر او بدهد و رام و سیتا را چهارده سال به جنگل تبعید کند.
در سال چهاردهم، عفریت راوانا که هنوز عشق سیتا و نفرت رام را در دل داشت، به واسطه خواهرش آن دو را در جنگل یافت. پس به عفریتی که وزیرش بود گفت به شکل آهوی زیبایی در بیاید و از برابر سیتا بگذرد. عفریت وزیر به صورت آهویی زیبا درآمد و سیتا از رام خواست که آن را شکار کند. رام خطی به دور سیتا کشید و گفت: مبادا از این خط بیرون بیایی که دیوهای این جنگل به تو آسیب خواهند رساند. اما وقتی رام به دنبال آهو دور شد، عفریت راوانا به صورت یک برهمن آمد و سیتا را فریفت که خانواده اش برای دیدار او آمده‌اند. سیتا از دایره بیرون آمد و راوانا او را گرفت و با خود برد. سیتا زاری کنان به همهٔ انسان‌ها و حیواناتی که سر راه می‌دید می‌گفت که به رام خبر دهند و زیوری از زیورآلات خود را به عنوان نشان به آن‌ها می‌داد.

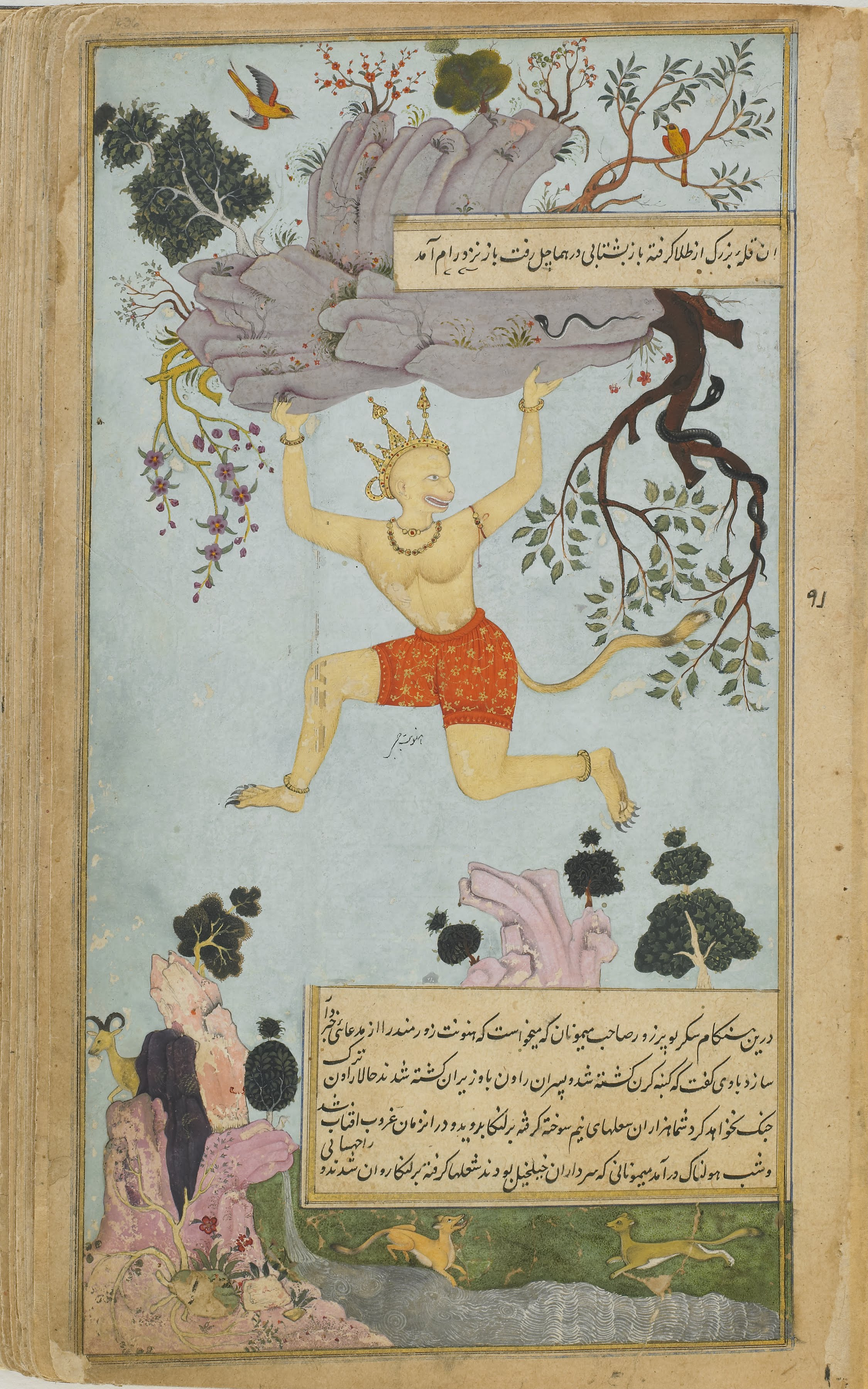
هانومان در حال سفر به لانکا در مینیاتوری گورکانی اثر ضیاءالدین.

چون رام از شکار آهو بازگشت، دید که سیتا بر جای نیست و به جستجوی او برآمد و از آدمیان و حیواناتی که سیتا نشان خود را به آن‌ها داده، پرسان پرسان به دنبال راوانا رفت تا به قلمروی میمون‌ها رسید. در آن جا به سگریو میمون یاری کرد که بالی میمون را شکست داده بر تخت سلطنت بنشیند. سگریو نیز در مقابل تمام میمون‌ها و بوزینگان را مأمور کرد که به دنبال سیتا بگردند. میمون‌ها در جستجوی خود به دریایی رسیدند که گذر از آن ناممکن بود. از آن میان تنها هنومان میمون می‌توانست از دریا بجهد و به سیتا برسد و خبرش را برای رام بیاورد. هنومان پا بر کوهی نهاده، پرید. کوه از شدت جهشش، فرو ریخت و به دنیای زیرین رفت. در حالی که هنومان در میان زمین و آسمان از روی دریا می‌گذشت، موجودات مختلف، شیطان‌ها و پریان، به قصد وسوسهٔ او پیش می‌آمدند و می‌کوشیدند به تطمیع و تهدید او را از ادامه راه بازدارند، اما هنومان بی خللی در عزمش، همچنان پیش رفت تا از فراز دریا گذشت و به شهر راوانا رسید. در آن جا برای عبور از نگهبانان به پشه‌ای تبدیل شد و توانست به قصر راوانا رفته سیتا را بیابد. پس به سیتا گفت که بر پشت او بنشیند تا او را نزد رام ببرد، اما سیتا از سوار شدن بر پشت مرد بیگانه اجتناب کرد. هنومان به جایش شهر و قصر راوانا را سوزاند، و دوباره جست زده از دریا گذر کرد و خبر سیتا را برای رام برد.

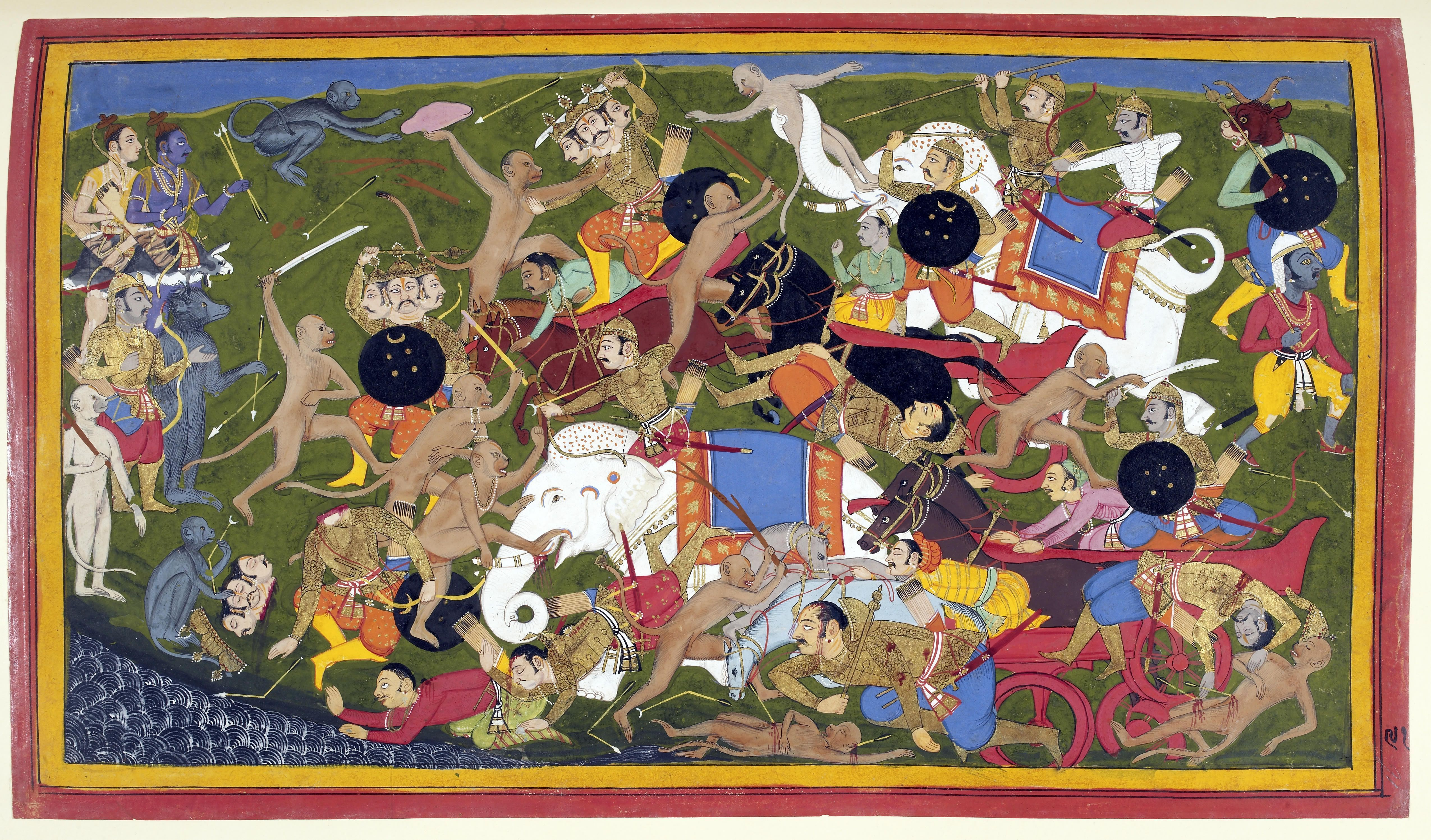
نبرد لنکا کشیده شده توسط صاحب دین.

رام با لشکر میمون‌ها، بر روی دریا پل ساخت و به قلمروی راوانا لشکرکشی کرد. جنگ سختی بین لشکر میمون‌ها و لشکر دیوها درگرفت. پس از زد و خورد بسیار و کشته شدن بسیاری از عفریتان بزرگ، عاقبت راوانا سلاح پوشیده به میدان نبرد آمد. اما هر چه رام و دیگران به قلب او تیر و نیزه می‌زدند، کشته نمی‌شد. همه از این امر تعجب کرده بودند. حکیمی فاش کرد: در دل راوانا، سیتا جای گرفته‌است، و هر جا که سیتا باشد، همچون معبدی مقدس نفوذ ناپذیر می‌گردد و به خاطر همین، تیر و نیزه در آن راه ندارد. برای کشتن او، باید کاری کرد که اضطراب در دلش بیفتد و از یاد سیتا غافل شود. هر گاه از یاد سیتا غافل شد، به قلبش تیر و نیزه بزنید. به همین ترتیب رام راوانا را کشت و سیتا را آزاد کرد. اما از تهمت مردم و بدنامی ترسید. سیتا برای اثبات پاکی خود در مدت اسارت، به میان آتش رفت و سالم از دل آتش بیرون آمد. پس رام و سیتا به سرزمین خود بازگشتند.
پس از بازگشت به آیودهیا، راما در میان شور و شعف اتباع خود تاج شاهی بر سر نهاد، و در فرمانروایی او رفاه مادی و معنوی تعالی یافت. چون به سبب سکونت طولانی سیتا در کاخ روانا سخنان ناشایسته‌ای در باب او رایج شده بود، راما به حکم وظیفه و بر خلاف میل خود زوجهٔ خویش را به دیر والمیکی در جنگل فرستاد. در آنجا سیتا دو پسر دوقلو به دنیا آورد، که بعدها والمیکی رامایانا را به آنان آموخت. سرانجام خاندان راما به هم پیوستند.

## برگردان‌های فارسی

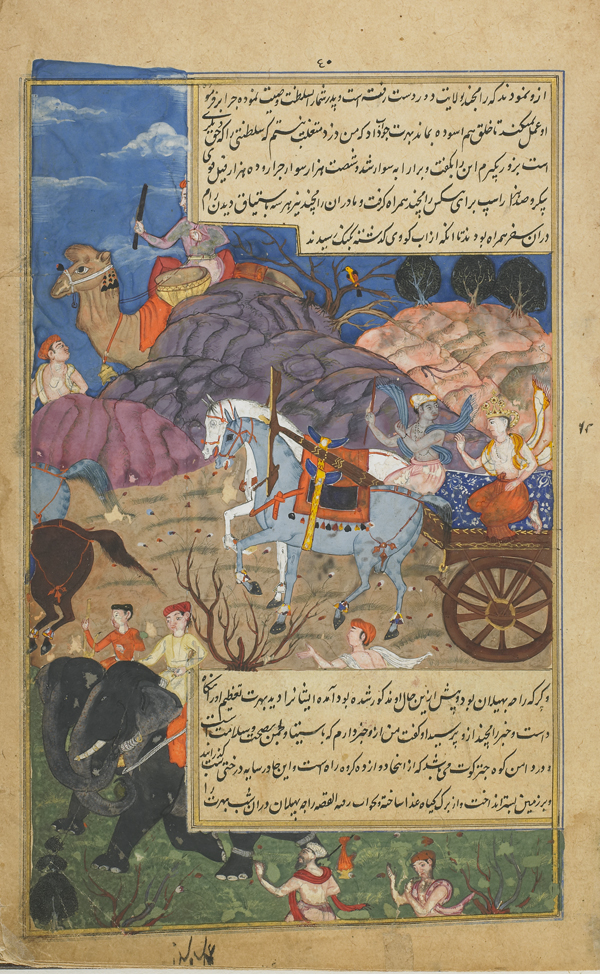
برگی از یک برگردان فارسی رامایانا.

رامایانا از زمان اکبر شاه، ترجمه‌های گوناگون از افراد متفاوت به خود دیده و بارها از زبان سانسکریت به نظم و نثر فارسی درآمده؛ که نسخه‌هایی از آن در هند و ایران و خارج از این دو کشور موجود است. این داستان را در روزگاران گذشته بیش از بیست نفر از سانسکریت به فارسی ترجمه کرده‌اند.
از میان اینها، یکی از ترجمه‌های کامل، به امر سنگهه تعلق دارد که با تصحیح امر پرکاش، در لکهنو به چاپ رسیده و نیز در سال ۱۲۵۰ خورشیدی به کوشش عبد الودود اظهر دهلوی در تهران چاپ شده‌است.
دیگر برگردان‌ها:
- عبدالقادر بدایونی بامتثال امر شاهنشاه اکبر در سال ۹۹۵ هجری ترجمه رامایانا را شروع کرد و در سال ۹۹۹ به پادشاه تقدیم نمود: اتمام ترجمه رامایانا موجب کمال خرسندی اکبرشاه گردید.
- ترجمهٔ دیگر بنام رام و سینا که منظوم بوده‌است در زمان سلطنت جهانگیرشاه به وسیلهٔ شیخ سعدالدوله مسیح (یا مسیحا) خیرانوی‌پانی‌پتی صورت گرفت.
- ترجمهٔ دیگر در زمان سلطنت جهانگیرشاه به وسیلهٔ گردهرداس کالیسته دهلوی بسال ۱۰۳۳ هـ. ترجمه شد و به شاهنشاه وقت هدیه گردید.
- ترجمهٔ دیگر به وسیلهٔ دیبی داس کایته در قرن بسال ۱۰۹۷ هـ. توسط چندرمن پسر سری رام انجام گرفت.
- ترجمهٔ دیگر بنام «امربدپرکاش» در زمان سلطنت اورنگ‌زیب عالمگیر در سال ۱۱۱۷ هـ بوسیلهٔ امرسینگ منشی به عمل آمد.
- ترجمهٔ دیگر به وسیلهٔ دیبی ددس کایته در قرن یازدهم هجری صورت گرفت.
- ترجمهٔ دیگر که منظوم بود بوسیلهٔ منشی منوهرسینگ در قرن نوزدهم میلادی بوقوع پیوست.
- تصحیح ترجمه منظوم رامایانا در سال 1387 توسط عبدالحمید ضیایی منتشر شد.
- ترجمهٔ دیگر توسط راجیسوررا و متخلص به اصغر مؤلف کتب عدیده‌ای بفارسی به عمل آمد، و بسال ۱۳۴۳ هـ در مطبع اختر دکن حیدرآباد انتشار یافت.